# Зюзь Іван Іванович
Іван Іванович Зюзь (нар. 1 вересня 1923, Любимівка — пом. 22 вересня 1944) — радянський воїн, учасник німецько-радянської війни, Герой Радянського Союзу.

## Біографія
Народився 1 вересня 1923 року в селі Любимівці (тепер селище міського типу Каховського району Херсонської області) в селянській сім'ї. Українець. Заінчив початкову школу. З вересня 1941 року по вересень 1943 року перебував на території, окупованій ворогом.
У Червону армію призваний після звільнення села у вересні 1943 року, з того ж часу на фронті. У складі 665-го стрілецького полку 216-ї стрілецької дивізії 51-ї армії Південного фронту брав участь в боях на мелітопольському напрямку і в складі 4-го Українського фронту — у визволенні Криму.
5 листопада 1943 року у складі штурмової групи одним з перших подолав озеро Сиваш і вступив в бій за плацдарм. 7 листопада 1943 року в складі передового загону брав участь у визволенні села Уржин (нині село Смушкине Красноперекопського району, Автономна Республіка Крим) на узбережжі затоки Сиваш.
22 березня 1944 року в складі ударної групи виконував бойове завдання в розташуванні ворога. Група була виявлена противником і обстріляна. Зюзь був поранений. Він зайняв оборону і кулеметним вогнем прикривав відхід своїх товаришів. Коли скінчилися набої, підпустив ворогів впритул і останньою гранатою підірвав себе і ворогів. Похований в селі Мирза-Кояш Красноперекопського району Криму.

## Нагороди
Указом Президії Верховної Ради СРСР від 16 травня 1944 року за мужність, відвагу і героїзм, проявлені в боротьбі з німецько-фашистськими загарбниками, червоноармійцяю Зюзю Івану Івановичу посмертно присвоєно звання Героя Радянського Союзу.
Нагороджений орденами Леніна, Вітчизняної війни 1-го ступеня (14 квітня 1944).

## Вшанування пам'яті
Іменем Героя названа вулиця в смт Любимівці. На будинку, де він жив, встановлено меморіальну дошку.